# Reinis Bērziņš
Reinis Bērziņš (Riga, 10 luglio 2001) è un pattinatore di short track lettone.

## Biografia
È figlio di Edvins, imprenditore, e Liga, avvocata. Ha un fratello minore di nome Valters. La sua squadra di club è il Krievanes Skating School. È allenato da Evita Krievane, Niels Kerstholt e Jekabs Saulitis.
Ha debuttato in Coppa del Mondo nel 2017 a Budapest, classificandosi 13º in staffetta.
Ai mondiali di Dordrecht 2021 ha raggiunto la finale A nei 1500 m.
Ha rappresentato la Lettonia ai Giochi olimpici invernali di Pechino 2022, dove ha raggiunto la finale B dei 1500 m.

## Palmarès
- Europei

Danzica 2021: argento nei 500 m; argento nella staffetta 5000 m; argento nella classifica generale;
Danzica 2023: bronzo nei 500m.